# Spurr (Mondkrater)
Spurr ist ein Einschlagkrater auf der Mondvorderseite in der Ebene des Palus Putredinis, südöstlich des großen Kraters Archimedes.
Es handelt sich um einen sogenannten Geisterkrater, d. h., er ist sehr flach und bis auf den Rand im Süden und Osten weitgehend überflutet.
Der Krater wurde 1973 von der IAU nach dem amerikanischen Geologen Josiah Edward Spurr offiziell benannt.